# 小柄義信
小柄 義信（こづか よしのぶ、1926年 - ）は、日本の政治家。北海道余市郡余市町出身。北海中学校卒。北海道余市町町長（1971年-1986年）。

## 人物
1946年余市町役場に入る。同町財務課長補佐を経て、1971年無所属で余市町長選挙に立候補、初当選。以後連続4期16年を町政を担い、北海道町村会副会長や後志町村会会長も務めた。1987年に落選。間もなく、町内の病院の入院患者などの票を現金買収した容疑（公職選挙法違反）で同年8月19日に逮捕された。
なお、町政では、1982年に余市町総合計画を掲げ、テーマは『豊かなる海と緑、経済と生活が調和した活力にあふれる北後志の拠点都市』とする計画を打ち立てた。